# Wojbokało (stacja kolejowa)
Wojbokało (ros. Войбокало) – stacja kolejowa w miejscowości Wojbokało, w rejonie kirowskim, w obwodzie leningradzkim, w Rosji. Położona jest na linii Petersburg - Mga - Wołchow.

## Historia
Stacja powstała w czasach carskich na linii z Petersburga do Wiatki, pomiędzy stacjami Nazija i Zwanka.

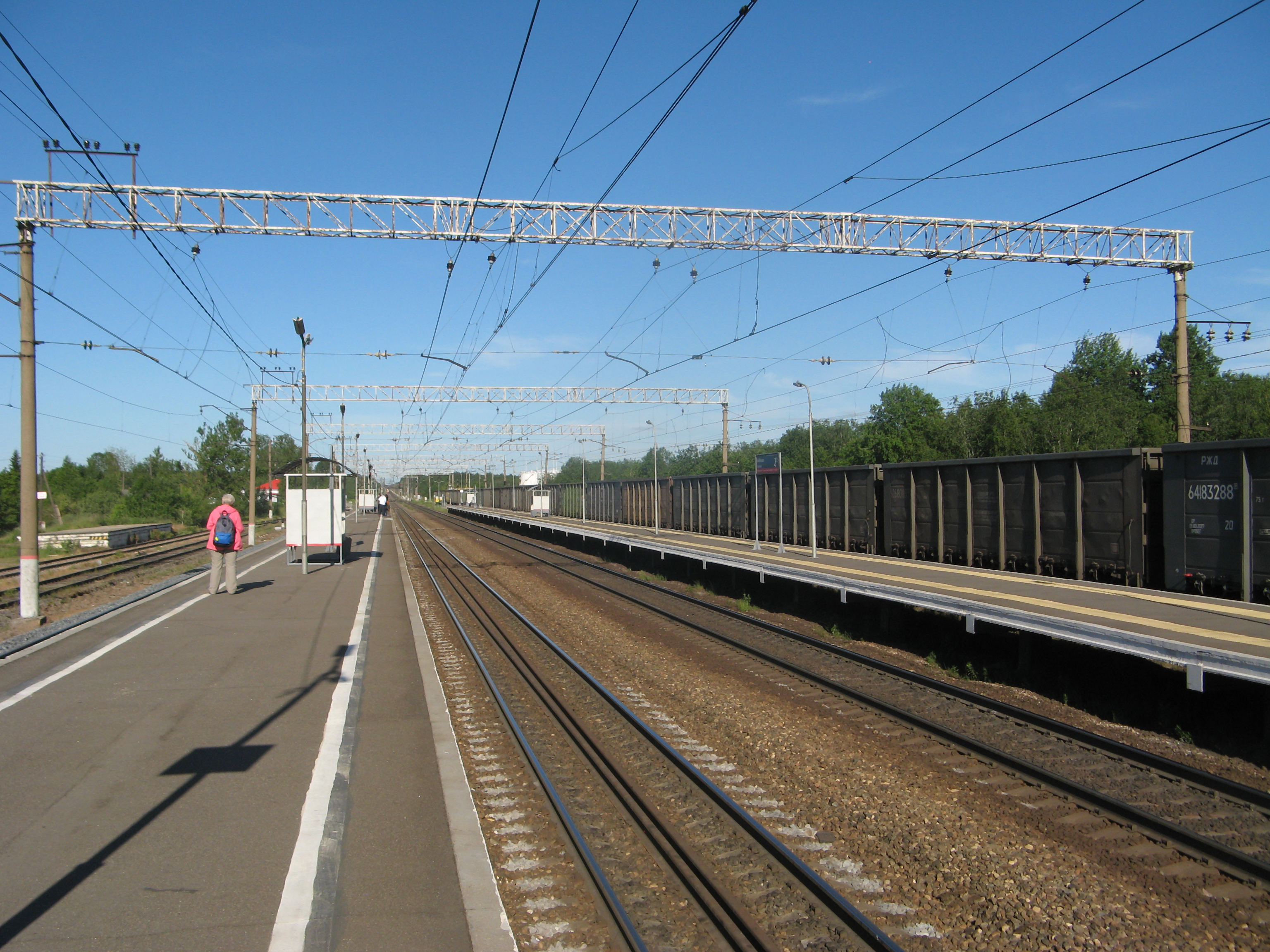
Perony
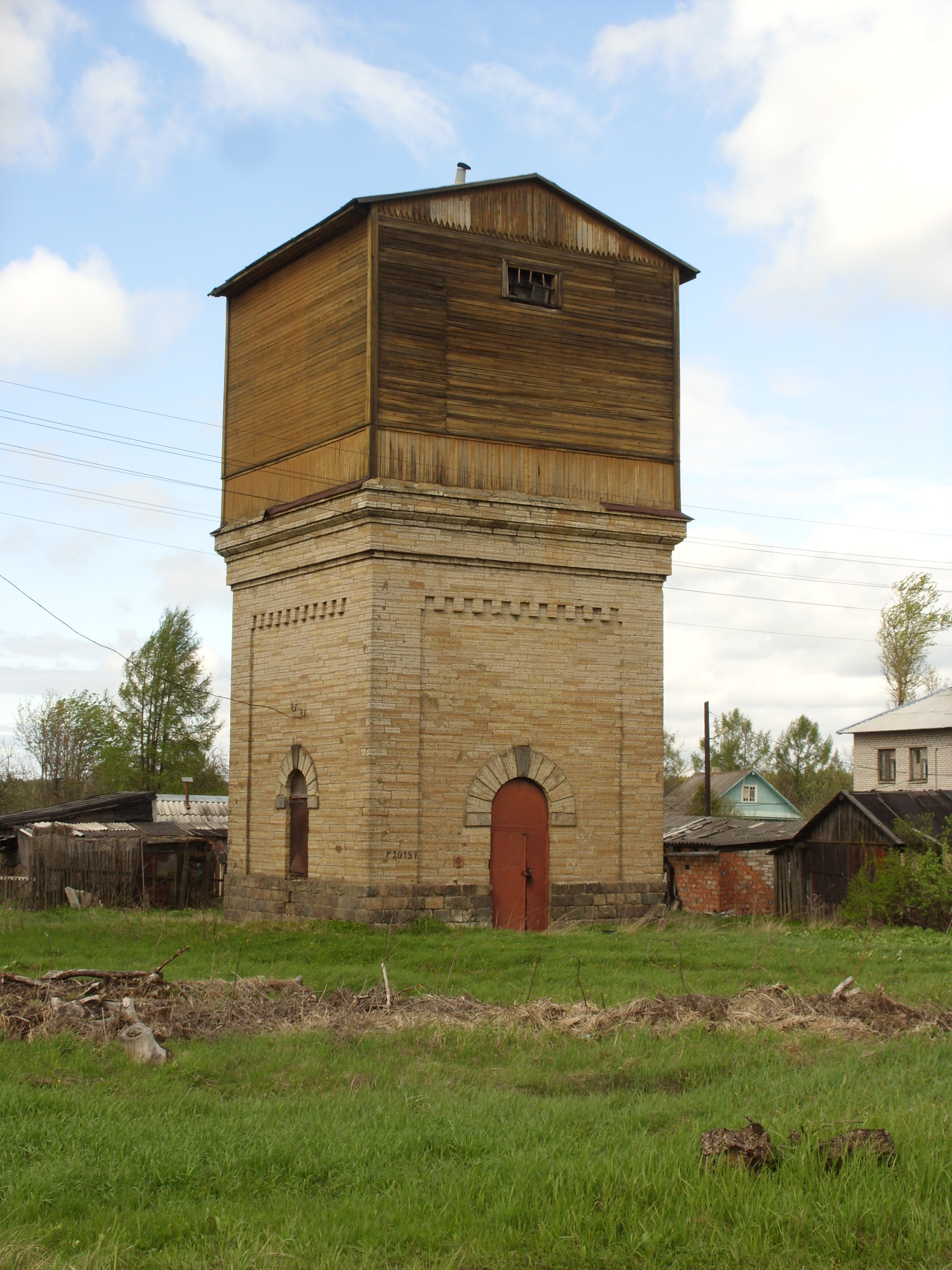
Zabytkowa wieża wodna